# 사법연수원장
사법연수원장(司法硏修院長)은 사법연수원을 대표하는 직위로, 판사로 보한다.

## 임명
- 판사 중에서 대법원장이 보한다.

## 역할
- (법원조직법 제73조의3제2항) 원장은 대법원장의 지휘를 받아 사법연수원의 사무를 관장하며, 소속 직원을 지휘·감독한다.

## 역대 기관장

### 사법연수원장
| 대법원장 | 대수           | 이름                              | 임기                                       | 비고 |
| -------- | -------------- | --------------------------------- | ------------------------------------------ | ---- |
| 민복기   | 초대           | 기세훈(奇世勳)                    | 1971년 1월 1일 ~ 1973년 3월 31일           |      |
| 민복기   | 2대            | 임기호(林機鎬)                    | 1973년 4월 1일 ~ 1977년 1월 3일            |      |
| 이영섭   | 3대            | 방례원(房禮源)                    | 1977년 1월 4일 ~ 1981년 1월 18일           |      |
| 유태흥   | 4대            | 조언(趙彥)                        | 1981년 4월 21일 ~ 1986년 4월 14일          |      |
| 김용철   | 5대            | 배석(裴錫)                        | 1986년 4월 17일 ~ 1987년 3월 18일          |      |
| 김용철   | 6대            | 배만운(裴滿雲)                    | 1987년 3월 20일 ~ 1988년 7월 19일          |      |
| 이일규   | 7대            | 허정훈(許正勳)                    | 1988년 7월 20일 ~ 1991년 1월 31일          |      |
| 김덕주   | 8대            | 황도연(黃道淵)                    | 1991년 2월 1일 ~ 1991년 8월 20일           |      |
| 김덕주   | 9대            | 김재철(金在澈)                    | 1991년 9월 16일 ~ 1993년 3월 26일          |      |
| 김덕주   | 10대           | 김승진(金承鎭)                    | 1993년 4월 26일 ~ 1993년 10월 13일         |      |
| 윤관     | 11대           | 김영진(金永振)                    | 1993년 10월 15일 ~ 1994년 7월 20일         |      |
| 윤관     | 12대           | 가재환(賈在桓)                    | 1994년 7월 21일 ~ 1999년 10월 6일          |      |
| 최종영   | 13대           | 권광중(權光重)                    | 1999년 10월 7일 ~ 2000년 7월 10일          |      |
| 최종영   | 14대           | 신명균(申明均)                    | 2000년 7월 21일 ~ 2002년 2월 6일           |      |
| 최종영   | 15대           | 박영무(朴英武)                    | 2002년 2월 8일 ~ 2003년 2월 11일           |      |
| 최종영   | 16대           | 홍일표(洪日杓)                    | 2003년 2월 12일 ~ 2004년 2월 7일           |      |
| 최종영   | 17대           | 이근웅(李根雄)                    | 2004년 2월 11일 ~ 2005년 2월 5일           |      |
| 최종영   | 18대           | 김연태(金然泰)                    | 2005년 2월 14일 ~ 2005년 11월 3일          |      |
| 이용훈   | 19대           | 손기식(孫基植)                    | 2005년 11월 4일 ~ 2009년 2월 7일           |      |
| 이용훈   | 20대           | 박국수(朴國洙)                    | 2009년 2월 9일 ~ 2010년 2월 8일            |      |
| 이용훈   | 21대           | 손용근(孫容根)                    | 2010년 2월 17일 ~ 2011년 2월 15일          |      |
| 이용훈   | 22대           | 김이수(金二洙)                    | 2011년 2월 17일 ~ 2012년 9월 7일           |      |
| 양승태   | 22대           | 김이수(金二洙)                    | 2011년 2월 17일 ~ 2012년 9월 7일           |      |
| 23대     | 최병덕(崔炳德) | 2012년 9월 7일 ~ 2014년 2월 13일  |                                            |      |
| 24대     | 박삼봉(朴三奉) | 2014년 2월 13일 ~ 2015년 1월 22일 | 재임 중 교통사고로 사망                    |      |
| 25대     | 조용구(趙鏞龜) | 2015년 2월 12일 ~ 2017년 2월 9일  |                                            |      |
| 26대     | 최재형(崔在亨) | 2017년 2월 9일 ~ 2018년 1월 1일   |                                            |      |
| 26대     | 최재형(崔在亨) | 2017년 2월 9일 ~ 2018년 1월 1일   | 김명수                                     |      |
| 27대     | 성낙송(成樂松) | 2018년 2월 13일 ~ 2019년 2월 13일 |                                            |      |
| 28대     | 김문석(金紋奭) | 2019년 2월 14일 ~ 2022년 2월 20일 | 법원장에서 고등법원 복귀했다가 다시 법원장 |      |
| 29대     | 김용빈(金龍彬) | 2022년 2월 21일 ~ 2023년 7월 24일 |                                            |      |
| 30대     | 권기훈         | 2023년 8월 1일 ~ 2025년 2월 19일  |                                            |      |
| 조희대   | 31대           | 김시철                            | 2025년 2월 20일 ~                          |      |

## 같이 보기
- 사법연수원
- 사법연수원 부원장